# Berzhahn

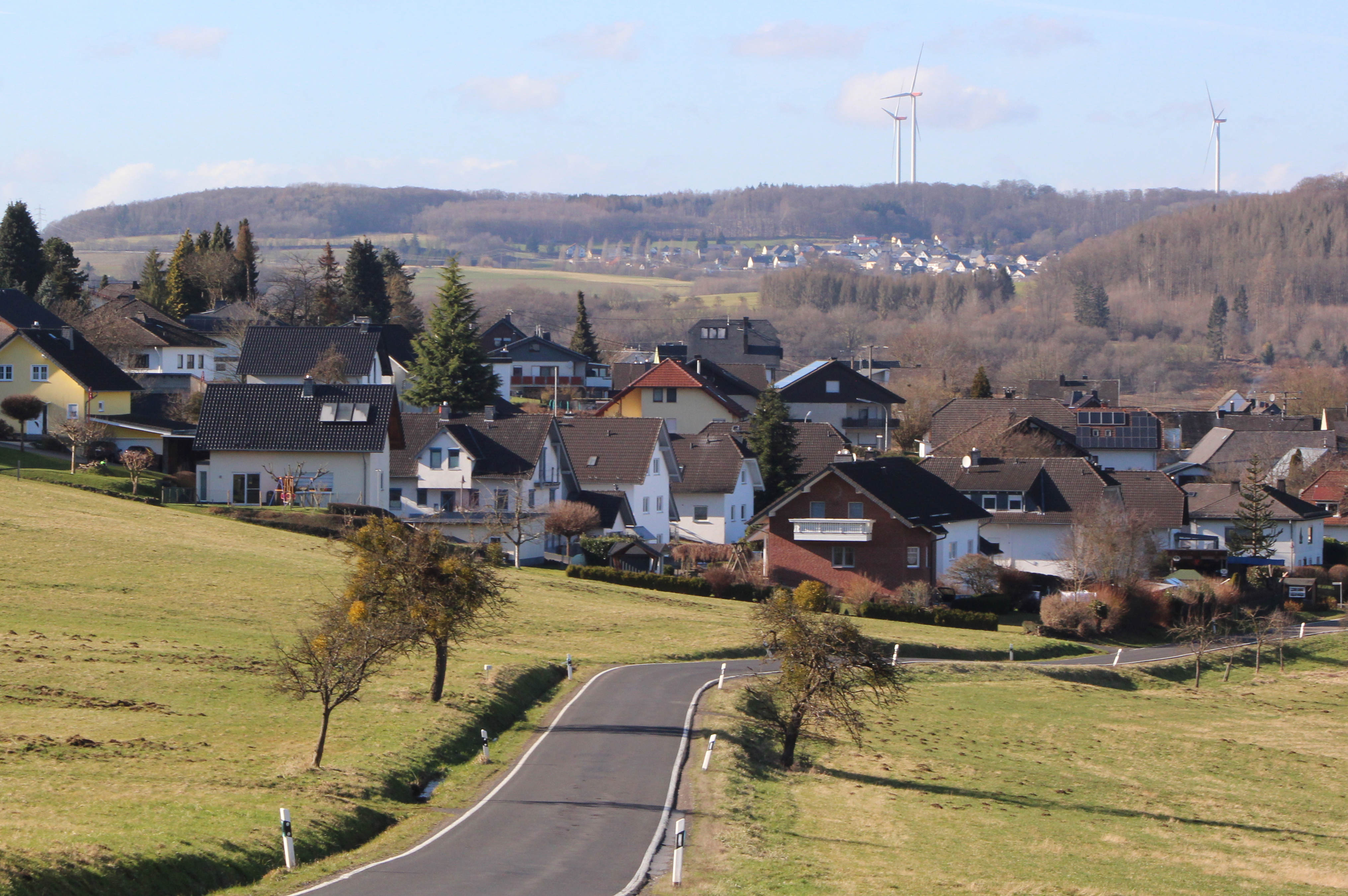
Ansicht von Berzhahn

Berzhahn ist eine Ortsgemeinde im Westerwaldkreis in Rheinland-Pfalz. Sie gehört der Verbandsgemeinde Westerburg an.

## Geographie
Berzhahn liegt am nördlichen Hang des ausgedehnten Waldgebietes vier Kilometer südöstlich von Westerburg. Zu Berzhahn gehört auch der Wohnplatz Schneidmühle.

## Geschichte
Die erste urkundliche Erwähnung Berzhahns geht auf das Jahr 1338 zurück. Spätestens 1596 hatte Berzhahn einen Heimberger und spätestens 1814 einen Schultheiß. 1811 wird erstmals eine Schule im Ort erwähnt. Eine niederadlige Familie von Berzhahn wird erstmals 1403 und letztmals 1589 erwähnt. Einziges bedeutsames Mitglied scheint Peter von Westerburg gewesen zu sein, 1520 bis 1529 Stadtschultheiß in Siegen.
1570 wird erstmals eine kurz zuvor neu erbaute Mühle am Elbbach bei Berzhahn erwähnt. Um 1600 herum wurde sie an den Berzhahner Steg verlegt. Darüber hinaus gab es noch eine 1619 erbaute Schneid(Säge)mühle sowie eine Öl- und eine Hirsemühle, die aber um 1800 herum nur als aufgegeben erwähnt werden. An Gewerbetreibenden sind 1525 Wollweber und 1735 Töpfer verbürgt.
Berzhahn gehörte bis Anfang des 19. Jahrhunderts zur Herrschaft Westerburg, von 1702 an als Teil des Gerichts Willmenrod, und kam 1806 im Zug der Bildung des Rheinbunds unter Napoleon zum Großherzogtum Berg. 1813 kam Berzhahn vorübergehend an das Haus Oranien-Nassau und infolge des Wiener Kongresses 1815 an das Herzogtum Nassau. Unter der nassauischen Verwaltung gehörte die Gemeinde Berzhahn zur Standesherrschaft Leiningen-Westerburg im Amt Rennerod. Im Jahr 1858 lebten in Berzhahn 126 Familien und 419 Einwohner. 1866 kam das Herzogtum Nassau und damit auch Berzhahn zum Königreich Preußen.
Am 5. Oktober 1972 wurde über Berzhahn ein Bundeswehrhubschrauber vom Typ Bell UH-1D von einem Starfighter gerammt und stürzte ab. Der Kampfjet konnte noch bis zum Fliegerhorst Büchel fliegen und dort landen. Bei diesem Unglück starben drei Menschen.
Bevölkerungsentwicklung
Die Entwicklung der Einwohnerzahl der Gemeinde Berzhahn, die Werte von 1871 bis 1987 beruhen auf Volkszählungen:
| Jahr | Einwohner     |
| ---- | ------------- |
| 1490 | 8 Hausgesesse |
| 1525 | 9 Haushalte   |
| 1595 | 19 Höfe       |
| 1656 | 11 Haushalte  |
| 1760 | 228           |
| 1815 | 345           |
| 1835 | 441           |

| Jahr | Einwohner |
| ---- | --------- |
| 1871 | 403       |
| 1905 | 347       |
| 1939 | 340       |
| 1950 | 365       |
| 1961 | 321       |
| 1970 | 426       |
| 1987 | 431       |

| Jahr | Einwohner |
| ---- | --------- |
| 1997 | 536       |
| 2005 | 500       |
| 2011 | 490       |
| 2017 | 487       |
| 2023 | 502       |

### Kalsberg
Das heute nicht mehr vorhandene Kalsberg befand sich wohl an der heutigen Gemarkungsgrenze zwischen Berzhahn und Wilsenroth. Der Ort wird erstmals 879 erwähnt und nach 1270 nur noch als Teil von Flurbezeichnungen.

## Politik

### Bürgermeister
Markus Hof (CDU) wurde 2009 Ortsbürgermeister von Berzhahn. Bei der Direktwahl am 26. Mai 2019 wurde er mit einem Stimmenanteil von 82,56 % für weitere fünf Jahre in seinem Amt bestätigt. Bei der Direktwahl am 9. Juni 2024 wurde Hof ohne Gegenkandidaten mit 81,7 % der Stimmen erneut wiedergewählt.
Hofs Vorgänger als Ortsbürgermeister war Karl Heinz Uhl.

### Wappen
| Wappen von Berzhahn | Blasonierung: „In Blau eine wachsende Pyramide aus acht silbernen Sechsecken, belegt mit einem schwarzgezungten, roten Hahn.“ |
| Wappen von Berzhahn | |

## Kulturdenkmäler
Siehe Liste der Kulturdenkmäler in Berzhahn

## Verkehr
- Südöstlich der Gemeinde verläuft die B 255, die von Montabaur nach Herborn führt.
- Die nächsten Autobahnanschlussstellen sind Montabaur und Limburg an der Lahn an der A 3.
- Berzhahn verfügt über einen Bahnhaltepunkt an der von der Hessischen Landesbahn (HLB) betriebenen Eisenbahnlinie RB 90 (Westerwald-Sieg-Bahn), die den Ort mit Limburg (Lahn), Hachenburg, Altenkirchen Au (Sieg), Wissen und Siegen Hbf verbindet.